# Château de Launay-Baffert
Pour les articles homonymes, voir Château de Launay.
Le château de Launay-Baffert est un château situé à Chavaignes, en France.

## Localisation
Le château est situé dans le département français de Maine-et-Loire, sur la commune de Chavaignes.

## Historique
L'édifice est inscrit au titre des monuments historiques en 1995.